# Wasting Light
Wasting Light – siódmy album studyjny amerykańskiej grupy rockowej Foo Fighters, wydany 12 kwietnia 2011. Jest to pierwszy od wydania The Colour and the Shape album, w którego nagrywaniu wziął udział gitarzysta Pat Smear.
Wydawnictwo uzyskało status złotej płyty w Stanach Zjednoczonych, Kanadzie i Polsce oraz platynowej płyty w Australii.

## Lista utworów
1. "Bridge Burning" – 4:47
2. "Rope" – 4:19
3. "Dear Rosemary" – 4:26
4. "White Limo" – 3:22
5. "Arlandria" – 4:28
6. "These Days" – 4:58
7. "Back & Forth" – 3:52
8. "A Matter of Time" – 4:36
9. "Miss the Misery" – 4:33
10. "I Should Have Known" (ft. Krist Novoselic) – 4:16
11. "Walk" – 4:16

## Skład
- Dave Grohl – wokal prowadzący, gitara rytmiczna
- Pat Smear – gitara prowadząca, gitara rytmiczna
- Nate Mendel – gitara basowa
- Chris Shiflett – gitara prowadząca, gitara rytmiczna, wokal wspierający
- Taylor Hawkins – perkusja, wokal wspierający
- Krist Novoselic – gitara basowa (utwór nr 10)